# Chris Higginbottom
Christopher Clifford „Chris“ Higginbottom (* 26. April 1977 in London) ist ein britischer Musiker (Schlagzeug) des Modern Jazz.

## Leben und Wirken
Higginbottom nahm im Alter von sieben Jahren Klavierunterricht. Ein Jahr später trat er dem Waltham Abbey Chor bei. In der Zwischenzeit verlagerte sich sein Interesse auf den Jazz und er nahm ab seinem elften Lebensjahr Unterricht als Schlagzeuger, auch bei Alan Jackson. Mit 16 Jahren wurde er Mitglied im Essex Youth Jazz Orchestra und spielte auch mit dem National Youth Jazz Orchestra. Higginbottom studierte dann an der Royal Academy of Music, an der 1997 auch erste Aufnahmen entstanden (u. a. mit Orlando le Fleming). In dieser Zeit wirkte er außerdem an Aufnahmen von Edward Benstead mit (Jazz at the Royal Academy of Music 1998). Nach seinem Abschluss im Jahr 2000 arbeitete er weiterhin in der Band von Stefan Heckel (mit Julian Argüelles, Christian Weber; Album Horch, 1999). Mit seinem zusammen mit Altsaxophonist Sam Mayne geleiteten Quartett siegte er 2000 bei den Perrier Young Jazz Awards. Higginbottom gehörte in den frühen 2000er Jahren zu einem zeitgenössischen Jazzquartett unter der Leitung des Saxophonisten Ian East und des Pianisten David Beebee, dessen viertes Mitglied der Bassist Robin Mullarkey war. Higginbottom spielte auch mit Guy Barker, Christine Tobin und Tim Garland. 2002 ging er nach New York, wo er an der The New School studierte und mit Musikern wie Gary Bartz und Ingrid Jensen auftrat. In dieser Zeit entstand auch sein Debütalbum One, das er mit Seamus Blake, Aaron Goldberg und Orlando le Fleming (für Basho Records) eingespielt hatte.
In den 2010er Jahren spielte Higginbottom u. a. mit Gilad Atzmon und Alan Barnes (The Lowest Common Denominator), Kyle Eastwood (In Transit) und Thomas Cawley (Catenaccio [2018], u. a. mit Gareth Lockrane). Mit Sam Burgess, Alex Garnett, Freddie Gavita und James Pearson bildete er The Ronnie Scott's Club Quintet, mit dem er 2016 das Album The Sound of Soho vorlegte. 2020 gehörte er den Ronnie Scott’s All Stars an, welche im gleichnamigen Club das erste Konzert nach dem Lockdown spielten. Im selben Jahr wirkte er bei Tina Mays letztem Album 52nd Street (and Other Tales): Tina May Sings the Songs of Duncan Lamont mit. Im Bereich des Jazz war er laut Tom Lord zwischen 1997 und 2019 an 24 Aufnahmesessions beteiligt. Higginbottom lebt in London.